# Scott Smith (roteirista)
Scott Smith (13 de julho de 1965) é um roteirista estadunidense. Foi indicado ao Oscar de melhor roteiro original na edição de 1999 pela realização da obra A Simple Plan.